# Farnroda
Farnroda ist ein Ortsteil der Gemeinde Wutha-Farnroda im Wartburgkreis in Westthüringen. Der Ortsteil mit etwa 1485 Einwohnern liegt am Nordrand des Thüringer Waldes, etwa 10 Kilometer Luftlinie südöstlich von Eisenach auf einer Höhe von 260 bis 300 Metern, die Gesamtfläche der Gemarkung beträgt 6,21 km².

## Geografie
Der Ortsteil Farnroda grenzt im Süden an Seebach, die Ruhlaer Stadtteile Thal und Kittelsthal, die weiteren Anliegergemeinden sind heute Ortsteile von Wutha-Farnroda: im Westen Mosbach, im Norden Wutha und im Osten Schönau und Deubach.
Die höchste Erhebung befindet sich an der Deubacher Flurgrenze am Mittelberg (415,3 m ü. NN). In der Farnrodaer Gemarkung befinden sich auch der markante Großer Ebertsberg (397,6 m ü. NN), der Hermannsberg (380,5 m ü. NN), der Rehberg (368,4 m ü. NN),  der Eichberg (360,3 m ü. NN) und der Krumsberg (338,8 m ü. NN).
Farnroda liegt im Zentrum des Erbstromtales. Entlang des Flusslaufes befinden sich zahlreiche Quellen, die auch den Schlossteich speisen.

## Geschichte

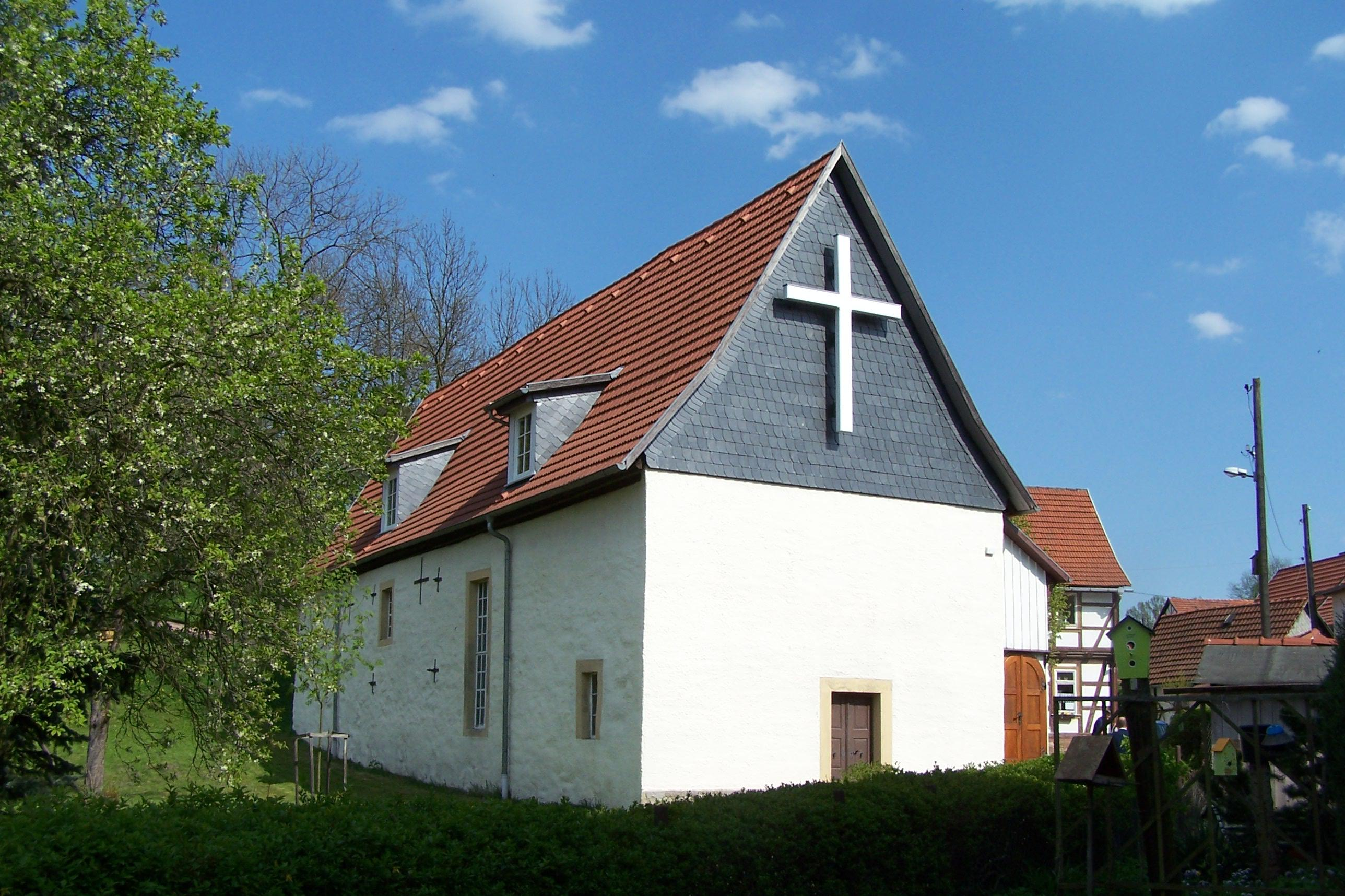
Die Laurentiuskirche wurde 1278 erstmals erwähnt

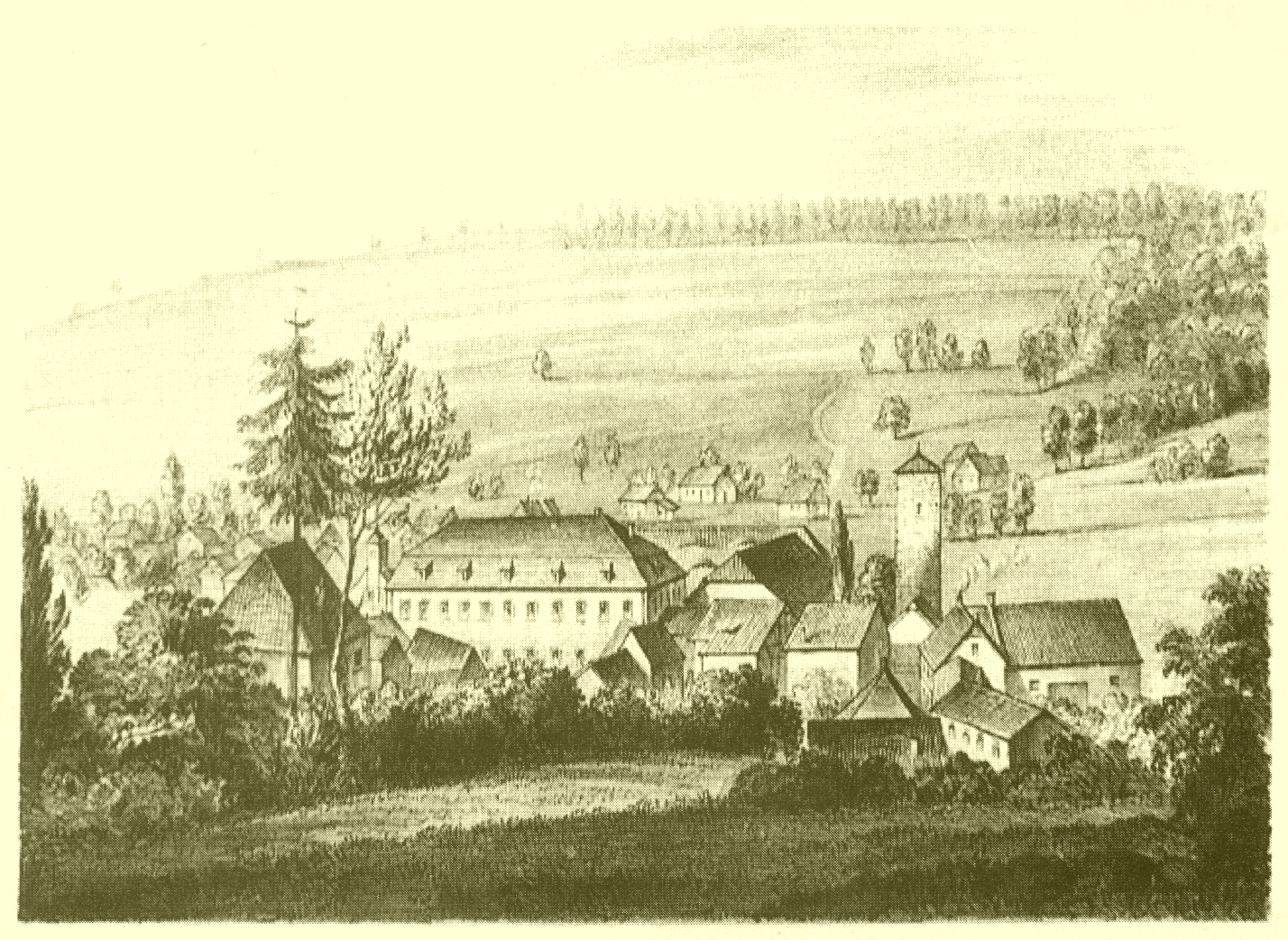
Farnroda im 19. Jahrhundert

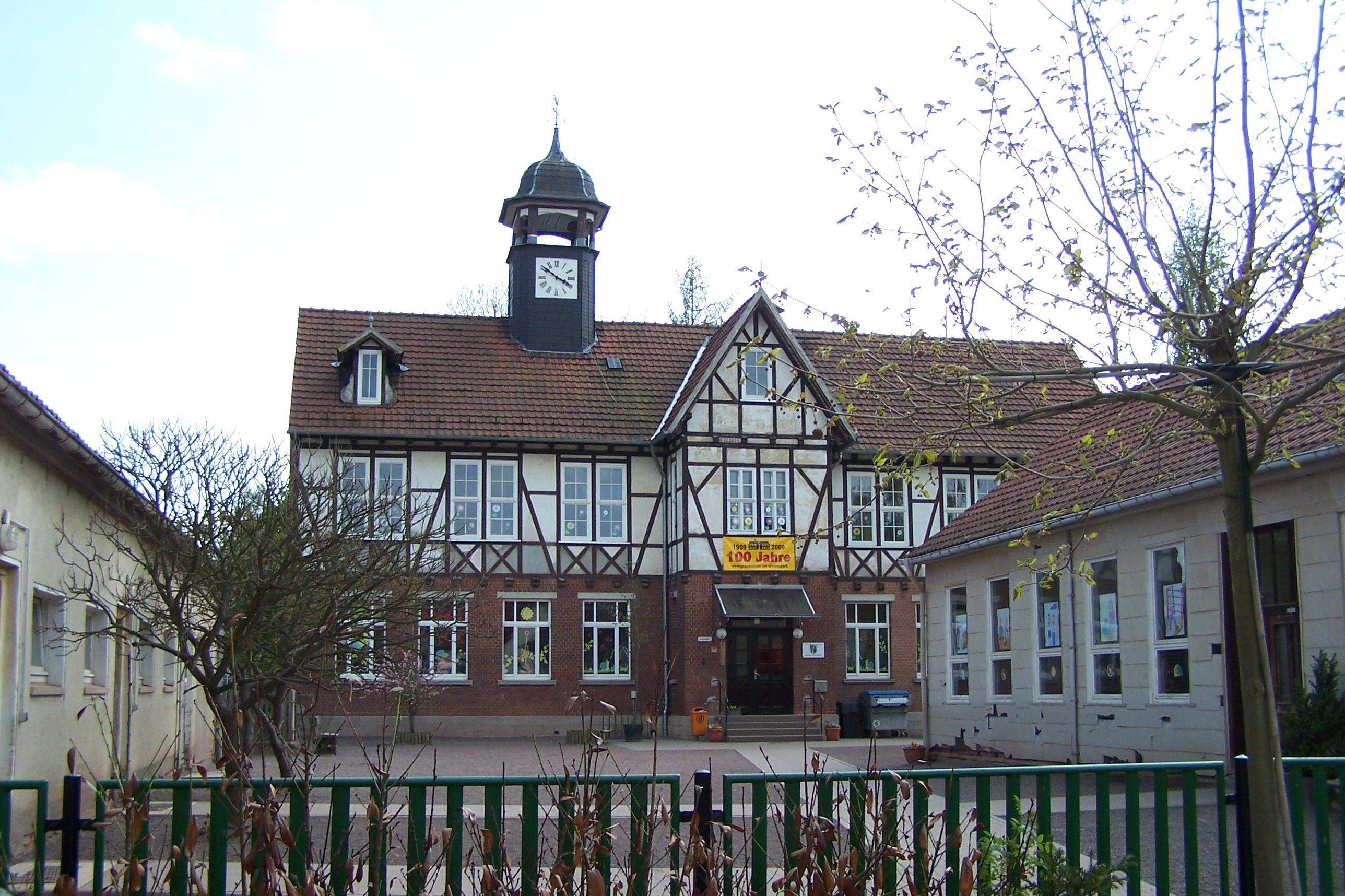
Seit 100 Jahren besteht diese Farnrodaer Schule

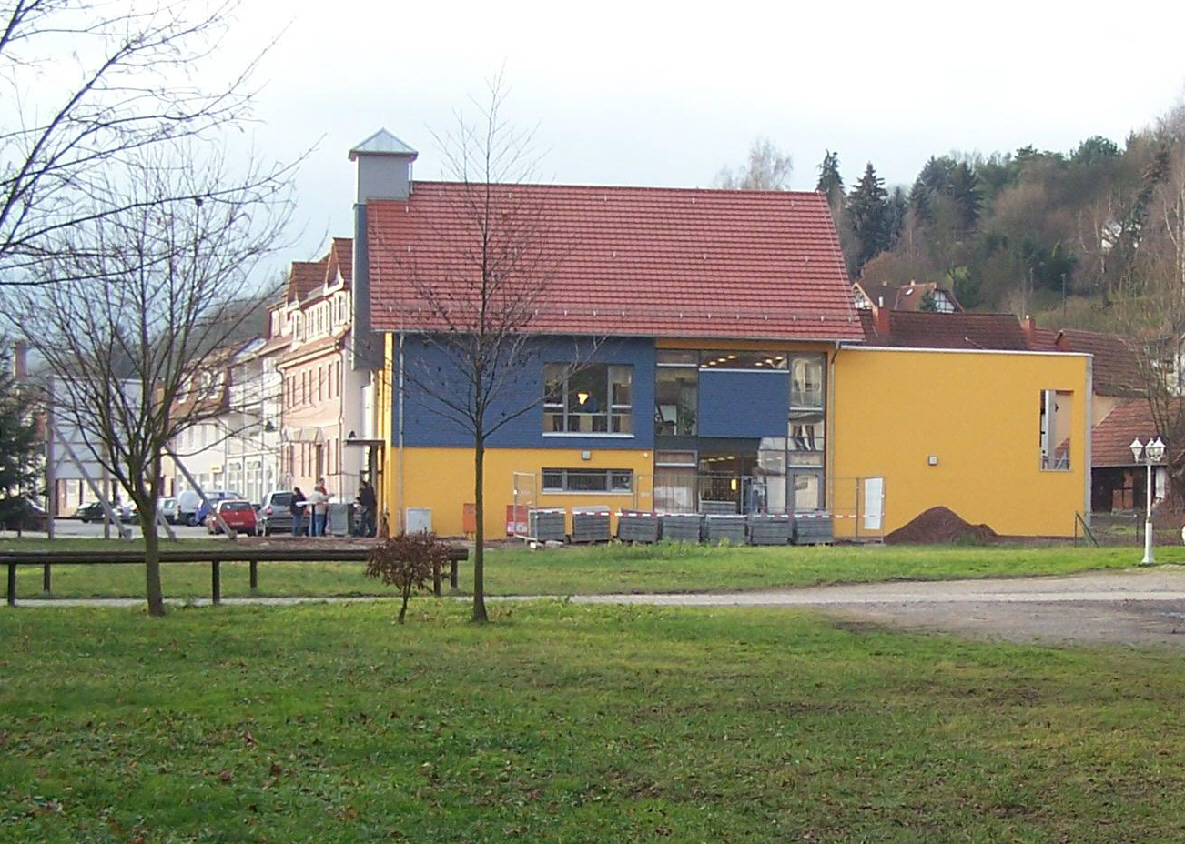
Der Berthold-Anzius-Kindergarten entstand am ehemaligen Gutshof

Eine erste urkundliche Erwähnung des Ortes erfolgte 1260 als ein Ritter Helmricus de Varnrod in Erscheinung trat. Der Ortsname nimmt offenbar Bezug auf die in dieser Zeit ihren Höhepunkt erreichende Rodungsperiode bei Eisenach. Zwei weitere Rodungsorte mit eigener Gemarkung, das spätere Vorwerk Hucheroda und Berzingeroda, gingen in der Flur von Farnroda auf.
Die aus dem Lehen der Herren von Farnroda abgeleitete „Herrschaft Farnroda“ umfasste neben Farnroda unter anderem auch Eichrodt, Wutha, Seebach und Burbach und war seit dem 15. Jahrhundert im Besitz der Burggrafen von Kirchberg, die Farnroda lange Zeit als Hauptsitz nutzten, bis es 1799 als erledigtes landgräflich-thüringisches Lehen an den Herzog Carl August von Sachsen-Weimar-Eisenach zurückfiel.
Am 6. November 1620 brannten das Hauptgebäude des Schlosses und Teile des Dorfes in einem Großbrand nieder. Der damalige Schlossbesitzer, Graf Georg III. von Kirchberg verfügte noch über finanzielle Rücklagen zum Wiederaufbau des Schlosses. Dieses wurde 1677 durch einen Neubau ersetzt – dabei handelte es sich um ein zweigeschossiges Steingebäude mit ziegelgedecktem Mansarddach. Die repräsentativen Innenräume waren mit Stuck und Zierrat des Rokoko versehen, das Äußere wirkte schlicht. Unmittelbar am Schloss (an der heutigen Farnrodaer Hauptstraße) lagen 1754 etwa 30 herrschaftliche Häuser, 10 Hintersiedlerhäuser, ein Hirtenhaus, das Wirtshaus und das Spritzenhaus.
Die St.-Laurentius-Kirche und zugehörige Pfarrei lagen mit weiteren Höfen am Schönauer Weg, die Kirche wurde 1272 erstmals erwähnt, das Kirchenschiff wurde 1667 teilweise erneuert. Zum Inventar der Kirche gehört der große Schnitzaltar, er zählt zu den besten Werken der spätgotischen Thüringer Holzschnitzkunst. Merkmale der Ausführung verweisen auf eine Saalfelder Werkstatt. Mit Sicherheit ist er das Werk eines zwar namentlich nicht genannten, aber nach seiner Eigenart erkennbaren Künstlers, des „Meisters des Meckfelder Altars“  Ein zweiter kunsthandwerklich bedeutsamer Altar zeigt die Darstellung der Pietà im Hauptteil, Anna selbdritt und Jakobus den Älteren mit Pilgerhut und -stab in den Seitenflügeln. Die am Schrein verwendeten Ornamente  werden noch in das 15. Jahrhundert datiert. Dieser zweite Altar wird erst sehr spät, Mitte des 18. Jahrhunderts in Akten erwähnt. Ob er von den Kirchbergern beschafft wurde, oder einst zur Ausstattung der vorreformatorischen Farnrodaer St. Gereonskapelle (sie stand am Hang, etwa 50 m oberhalb der Kirche) gehörte, bleibt ein Rätsel. In der Kirche hängt auch ein Ölgemälde, es zeigt Matthias Conrad Göbel, er war ein bedeutender Farnrodaer Pfarrer und von 1652 bis 1690 auch Schloßprediger der Kirchberger.
An die Kirche grenzt ein heute parkartig gestaltes Gelände mit dem frei stehenden Glockenturm und alten Grabdenkmälern – es sind die Überreste des Alten Friedhofes.
Die Industrialisierung in Farnroda begann um 1880 mit dem Bau der Bahnstrecke Wutha–Ruhla. Der Bahnanschluss ermöglichte es vielen Farnrodaern als Industriearbeiter in den Ruhlaer Werken zu arbeiten, zugleich konnten auch im Ort selbst erste Unternehmen gegründet werden, zu ihnen gehörte ein Elektro-Isolatorenwerk auf dem Stüblingshof.
Der Ort besaß auch eine breit gefächerte Handwerkerschaft mit mehreren Mühlen und Schmieden, einem Wagner, Tischler, Böttcher und einer Stellmacherei, Bauhandwerker und Kleingewerbetreibende.
Über mehrere Vorbesitzer gelangten 1919 Gutswirtschaft und Schloss an die hessische Familie Berthold Anzius, abzüglich 200 Hektar landwirtschaftlicher Flächen, die man den besitzlosen Landarbeitern und Kleinbauern des Dorfes Farnroda für die Gründung von Nebenerwerbsbetrieben überlassen sollte. Familie Anzius baute auf dem Gut eine Pferdezucht auf, doch während des Zweiten Weltkrieges wurden bald alle brauchbaren Pferde vom Militär beschlagnahmt. Nach dem Kriegsende begann für die Gutsbesitzerfamilie der Neuaufbau des Gutshofes, der nun in der sowjetischen Besatzungszone lag. Der politische Druck auf die „Großgrundbesitzer“ nahm unvermutet zu, ein Teil der Familie Anzius flüchtete da bereits nach West-Berlin, doch Berthold Anzius verließ erst 1958 seinen Wohnort Farnroda. Im Jahr 1959 wurde das Gut von einer Landwirtschaftlichen Produktionsgenossenschaft (LPG) übernommen und das Schloss zu deren Verwaltungssitz bestimmt.
An der Nordseite des Rehberges begann 1985 der Aufbau des Wohngebietes Mölmen, das teilweise auf Farnrodaer Gemarkung errichtet wurde. Am 1. Januar 1987 wurde aus Wutha und Farnroda durch Zusammenschluss die Gemeinde Wutha-Farnroda gebildet.
Als nach 1990 die in der benachbarten Stadt Ruhla ansässigen Industriebetriebe infolge verschlissener Gebäudesubstanz nach neuen Gewerbestandorten suchten, wurde das nur fünf Kilometer entfernte Farnrodaer Gewerbegebiet An der Allee ausgewiesen, es bildet heute, mit dem nördlich angrenzenden PETKUS-Areal das industrielle Zentrum im Erbstromtal.
Seit den 1990er Jahren wurde der Ortskern von Farnroda durch städtebauliche Förderprogramme umgestaltet. Zu den ersten Ergebnissen gehörte der neu gestaltete Festplatz mit Bühne am Schlosspark. An der Stelle des benachbarten Stüblingshofes wurde eine moderne Apartmenthausanlage errichtet, auch der Gutshof und das verfallene Schloss wurden der Spitzhacke geopfert, an ihrer Stelle wurde der Berthold-Anzius-Kindergarten und ein Wohnhaus errichtet. Der technische Ausbau der Ruhlaer Straße, der einbindenden Hauptstraße und der Schönauer Straße war ein Schwerpunkt der Baumaßnahmen in den Jahren 1995 bis 2005. In der Ortslage wurde auch der Flusslauf des Erbstroms durch erneuerte Brücken gesichert.
Farnroda besitzt eine eigene Kirchgemeinde.

## Kultur und Sehenswürdigkeiten
Das bereits in den 1960er Jahren als FDGB-Ferienort ausgewiesene Farnroda besitzt mit dem Farnrodaer Karnevalsverein einen landesweit bekannten Kulturverein.
Die an der Ruhlaer Straße erbaute Hörselberghalle ist eine Multifunktionshalle, hier finden neben Karnevalsveranstaltungen auch Sportwettkämpfe, Ausstellungen der regionalen Tierzuchtvereine, politische Veranstaltungen, Musik- und Tanzveranstaltungen statt. Unmittelbar neben der Hörselberghalle befindet sich der Farnrodaer Sportplatz.
Ein etwa 25 Meter hoher Turm ist der letzte Baurest der einstigen Wasserburg der Herren von Farnroda. Das Gemäuer wurde in mehreren Sanierungsetappen gesichert und neu verputzt.
Vom unmittelbar östlich gelegenen Farnrodaer Schloss blieben nur wenige Steine erhalten.
Im Zentrum der historischen Ortslage befindet sich auch die Laurentiuskirche und der historische Friedhof mit barocken Grabdenkmälern. In der Ortslage befinden sich zudem zahlreiche Fachwerkgebäude, sie reihen sich entlang der Hauptstraße und des Schönauer Weges.
Auf dem Rehberg befand sich in den 1960er Jahren eine kleine Skisprungschanze, der Farnrodaer Sportverein errichtete daneben eine Blockhütte, die als Skihütte bekannt ist. Ein Rundweg um den Rehberg liefert Aus- und Fernblicke zur Wartburg, zu den Hörselbergen und zum Inselsberg.

## Persönlichkeiten
- Christian von Kirchberg (1726–1772), Richter am Reichskammergericht

## Töchter und Söhne
- Johann Christian Mahr (1787–1869), Geologe und Freund Johann Wolfgang von Goethes
- Karl Friedrich von Heusinger (1792–1883), Pathologe
- Max Dohrn (1874–1943), Chemiker, Schering-Werke
- Franz Kleinsteuber (1886–1961), Architekt und Vertreter des „Neuen Bauens“
- Alfred Liebetrau (* 1922), Geschäftsführer der SABA-Werke, Generalbevollmächtigter der Grundig-Werke, Geschäftsführer der Junghans-Werke, Präsident der IHK Schwarzwald-Baar-Heuberg und Unternehmensberater